# Beiname
Ein Beiname (lateinisch agnomen) ist ein zusätzlicher Personenname, der einer Person beigegeben wird, um sie genauer zu bezeichnen.
Im Unterschied zum Übernamen ist der Beiname grundsätzlich ein offizieller, unverzichtbarer Namensbestandteil, diese Unterscheidung wird aber in der Fachliteratur nicht überall in diesem Sinne getroffen, und in der Namensgutentwicklung sind die Grenzen oft fließend. Die Namenkunde spricht denn auch für die mittelalterliche Zeit von (noch unfesten) Beinamen, welche die jeweilige Trägerperson charakterisieren (Aussehen, Beruf, Charakter) und die sich später oft zu Familiennamen verfestigen.
Der von den Römern als Cognomen bezeichnete Beiname etwa ist der dritte Namensbestandteil der regulären römischen Namensgebung (tria nomina).

## Beispiele von unverzichtbaren Namensbestandteilen
- Karl der Kühne
- Heinrich der Seefahrer
- Pippin der Kleine
- Karl der Große

## Beispiele für mittelalterliche Beinamen, die heute Familiennamen sind
- Hans Rot: ein Hans mit roten Haaren oder ein Hans, dessen Vorfahren rote Haare hatten (heutige Geschlechtsnamen Rot, Roth, Rott, Rodt)
- Hans Schmid: ein Hans, der Schmied war oder einen Schmied zum Vorfahren hatte (heutige Geschlechtsnamen Schmid, Schmied, Schmidt, Schmitt)
- Hans Wüeterich: ein Hans, der zu Jähzorn neigte oder einen solchen Vorfahren hatte (heutige Geschlechtsnamen Wütrich, Wüthrich, Wüterich, Wütherich)

## Beispiele von Römern
- Publius Cornelius Scipio Nasica Corculum
- Publius Cornelius Scipio Africanus

Da Cognomen und Agnomen sich ähneln, ist es oft schwer, zwischen ihnen zu unterscheiden. Das Agnomen hat ungefähr die Funktion des früheren Cognomen übernommen, da dieses vererbbar wurde. Aus diesem Grund wurde das Agnomen hinter das Cognomen gestellt, um eine weitere Unterscheidung zu ermöglichen. Bei Publius Cornelius Scipio Africanus ist zum Beispiel Scipio das Cognomen und Africanus das Agnomen. Das Agnomen wird bei manchen Schriftstellern auch als „cognomen“ bezeichnet (z. B. bei Paasch), Beinamen wie Africanus als „cognomen ex virtute“. Für diese Ansicht Paaschs sprechen auch die entsprechenden Wörterbucheinträge bspw. bei Georges. Zu beachten ist weiterhin, dass sich die Namensgebung im Laufe der Zeit stark geändert hat. Bereits im 1. Jh. v. Chr. kam das Praenomen als Name außer Gebrauch – Brüder führten oft dasselbe Praenomen. In der Kaiserzeit dann löste sich das hergebrachte römische Namenssystem weitgehend auf und es kam zur sog. Polyonymie, d. h. einzelne Personen trugen oft mehrere Praenomina, mehrere Gentilnamen und mehrere Cognomina.

## Akademische Beinamen
In der Tradition Gelehrter Gesellschaften wurden akademische Beinamen als Agnomen, später Cognomen bezeichnet. Die akademischen Beinamen der Mitglieder der Leopoldina, anfangs (ab 1652) den Gründern und Mitgliedern mit erfüllter Arbeitsaufgabe vorbehalten, wurden seit 1668 gelegentlich und seit 1681 regelmäßig bei Eintritt in die Gesellschaft verliehen. Dieser Brauch wurde bis 1872 beibehalten.

## Städtebeinamen
Auch bei Städtenamen waren in einer Zeit ohne offizielle Länderkennungen oder Postleitzahlen Beinamen notwendig, um gleiche Namen voneinander unterscheiden zu können. Mühlhausen/Mülhausen oder Rotenburg/Rothenburg tauchen im deutschen Sprachraum mehrfach auf, der Städtename Neustadt ist gar mehrere Dutzend Mal vorhanden. Um die Städte voneinander unterscheiden zu können, erhielten sie Toponyme als Beinamen, mit denen über die zusätzliche Nennung von Flüssen (Frankfurt am Main), Inseln (Burg auf Fehmarn), Landesnamen (Preußisch Ströhen und Hannoversch Ströhen), als Bergstädte (Bad Grund (Harz)) bzw. an einem Berg (Neustadt am Rübenberge) oder Landschaftsnamen (Worms im Veltlin) eine Unterscheidung ermöglicht werden sollte. Außerdem gab und gibt es politisch intendierte Städtebeinamen (z. B. Wilhelm-Pieck-Stadt Guben, Landeshauptstadt Düsseldorf) oder historisch bedingte Beinamen (z. B. Oranienstadt Dillenburg). Seit einer Gemeinderechtsänderung in Nordrhein-Westfalen im Jahr 2011 gaben sich mehrere Städte werblich intendierte Beinamen (z. B. Stadt der FernUniversität Hagen) oder Hansestadt Warburg.